# Abergement-la-Ronce
Abergement-la-Ronce là một xã của tỉnh Jura, thuộc vùng Franche-Comté, miền đông nước Pháp.